# Tony Buzan
Anthony "Tony" Peter Buzan (1942 - 2019) tại Luân Đôn (Anh) là một tác giả, nhà tâm lý và là cha đẻ của phương pháp tư duy Mind map (Sơ đồ tư duy Giản đồ ý). Ông hiện là tác giả của 92 đầu sách, được dịch ra trên 30 thứ tiếng, xuất bản trên 125 quốc gia.

## Sự nghiệp và danh tiếng
Tony Buzan là cố vấn cho một số tổ chức chính phủ và các công ty đa quốc gia hàng đầu thế giới như như Hewlett Packard, IBM, BP, Barclays International, EDS..., giảng viên thường xuyên của các đại học Oxford, Cambridge... Là một nhân vật truyền thông toàn cầu, ông đã xuất hiện trên 100 giờ ở các chương trình truyền hình, trên 1000 giờ ở các chương trình truyền thanh trong nước và trên thế giới với hơn 3 tỉ khán giả.
Và không chỉ nổi tiếng là một tác giả, diễn giả hàng đầu thế giới về não bộ và phương pháp học, cha đẻ của kĩ thuật Mindmap, Ông còn được biết đến là biên tập viên của tạp chí Mensa, tư vấn viên, cố vấn cho chính phủ của Anh, Singapore, México..., một huấn luyện viên của Olympic, một vận động viên tài năng, một nhà thơ đã được nhận giải thưởng thi ca.

## Tác phẩm
Ở Việt Nam, hiện đã có những quyển sách dịch từ công trình của ông được xuất bản là Sơ đồ tư duy, Làm chủ trí nhớ của bạn và Sử dụng trí não của bạn.... Theo triết lý của Buzan thì bản đồ tư duy được hiểu là một cách mở ra sức mạnh tư duy, tạo ra những đột phá trong suy nghĩ. Buzan nghiên cứu chuyên sâu về bộ não, trí nhớ tìm ra quy luật khi xây dựng bản đồ gồm nhiều nhánh, giúp bộ não ghi chép các sự kiện một cách hệ thống. Bộ não sinh ra là để ghi nhớ thì mình cần phải tập luyện nó (giống như tay chân nếu không vận động lâu ngày sẽ bị teo đi vậy). Bản đồ tư duy giúp luyện tập trí não.